# FB DIMM
Fully Buffered DIMM (FB-DIMM) je paměťové řešení používané pro zvýšení spolehlivosti, rychlosti a „hustoty“ paměťových systémů. Standardně bývají datové linky paměťového řadiče napojeny na datovou linku každého DRAM modulu. Tak jako se paměti rozšiřují a zvyšuje se jejich přístupová rychlost, snižuje se kvalita signálu mezi sběrnicí a zařízením. To omezuje rychlost paměti anebo její „hustotu“. FB-DIMM přináší nové řešení tohoto problému.

## Technologie
Architektura FB-DIMM zavádí Rozšířenou vyrovnávací paměť (AMB) mezi paměťovým řadičem a paměťovým modulem.
Na rozdíl od paralelní sběrnicové architektury tradičních DRAM, FB-DIMM má sériové rozhraní mezi paměťovým řadičem a AMB. To dovoluje zvýšení šířky sběrnice bez zvyšování počtu pinů paměťového řadiče.
S touto architekturou nepíše paměťový řadič do paměťového modulu přímo, ale přes AMB. AMB tak může vykompenzovat zhoršení signálu používáním vyrovnávací paměti a přeposíláním signálu. Navíc AMB také obsahuje korekci chyb bez použití řízení procesorem nebo paměťovým řadičem. Rovněž může užívat Bit Lane Failover Correction k identifikaci špatných datových cest a odstranit je z operace, což dramaticky snižuje chyby adresových příkazů (command/address errors). Současně se čtením nebo ukládáním do vyrovnávací paměti mohou být data zapsána paralelně paměťovým řadičem. To dovoluje jednodušší vzájemné propojení, větší šířku pásma a (teoreticky) použití libovolných paměťových řadičů (jako jsou DDR2 nebo DDR3), jež jsou zaměnitelné.
Na druhou stranu to přináší zpoždění do požadavku na paměť. Nicméně by v budoucnu toto řešení mělo přinést větší rychlost a tím pádem vyřešení tohoto problému.